# Curtiss BF2C Goshawk
Pour les articles homonymes, voir Goshawk.
Le Curtiss BF2C Goshawk est un avion militaire de l'entre-deux-guerres.

## Conception
Dérivé du Curtiss F6C Hawk de la marine et du Curtiss P-6 Hawk de l'armée de terre, le Curtiss F11C-2 était un nouveau modèle de chasseur-bombardier embarqué. C'était un biplan monoplace d'une très belle ligne. Il a effectué son premier vol en mars 1932. Après essais, la marine américaine passa commande de 27 exemplaires en octobre 1932. Ils lui furent livrés au printemps 1933.

## Engagements
En mars 1934, le F11C-2 fut rebaptisé BF2C pour mettre l'accent sur sa fonction de bombardier. Les avions furent mis entre les mains des pilotes de la fameuse flottille VF-1B High Hat de la marine américaine, embarquée à bord du USS Saratoga (CV-3). Ils restèrent en service jusqu'au début de 1938.
Dans la série des Hawk (faucon), ils reçurent le surnom de Goshawk (épervier). Les modèles destinés à l'exportation, qui étaient fondamentalement les mêmes, furent désignés Turkey Hawk (Faucon turc). Deux de ces avions furent achetés en 1934 par l'as de la Première Guerre mondiale Ernst Udet pour faire en Allemagne des démonstrations de la technique du bombardement en piqué. Le résultat fut la conception du Junkers Ju 87 Stuka.
Le BF2C a sans doute été le premier appareil conçu spécialement comme chasseur-bombardier, avec une capacité d'emport de une ou plusieurs bombes de poids suffisant pour être efficaces dans une situation tactique déterminée.
Il fut le dernier biplan Curtiss de la marine américaine.
Commandé par la République de Chine, une centaine est assemblée par Loiwing Aviation et employés durant la Seconde guerre sino-japonaise. 
Il est utilisé par la Thaïlande durant la guerre franco-thaïlandaise de 1940.

## Variantes
Le F11C-2 avait un train d'atterrissage à une seule jambe par roue, bien caréné, mais le 28e et dernier fut construit selon les spécifications du F11C-3, avec train d'atterrissage rétractable. En se repliant, les roues s'encastraient exactement au ras des flancs du fuselage, dont le ventre avait été grossi pour loger le mécanisme de rétraction et le carénage des roues une fois celles-ci rentrées. Ces améliorations d'ordre aérodynamique entraînèrent une augmentation de la vitesse, qui passa de 328 km/h sur BFC-2 à 360 km/h sur le BFC2-1, soit une augmentation de 32 km/h.

## Opérateurs
Argentine

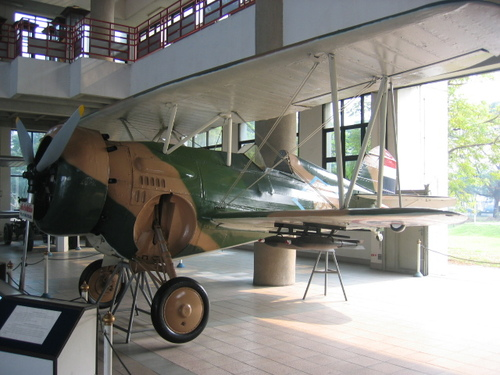
Curtiss BF2C Goshawk au musée de la force aérienne thaïlandaise.

- Force aérienne argentine : 10 modèles 68A Hawk III et 1 modèle 79 Hawk IV.

 République de Chine
- Force aérienne de la République de Chine : 102 modèles 68C Hawk III

 Thaïlande
- Force aérienne royale thaïlandaise : 24 modèles 68B Hawk III

 Turquie
- Armée de l'air turque : 1 Model 68B Hawk III

 États-Unis
- United States Navy : 27 modèles 67 BF2C-1